# Los Sarrasins (Landes)
Sarrasins (en francès Castel-Sarrazin) és un municipi francès situat al departament de les Landes i a la regió de la Nova Aquitània.

## Demografia
| 1962                                       | 1968 | 1975 | 1982 | 1990 | 1999 | 2007 |
| ------------------------------------------ | ---- | ---- | ---- | ---- | ---- | ---- |
| 404                                        | 419  | 378  | 371  | 363  | 361  | 461  |
| Des de 1962: població sense dobles comptes |      |      |      |      |      |      |

## Administració
| Període   | Identitat         | Partit |
| --------- | ----------------- | ------ |
| 2001-2008 | Jean Larreigneste |        |
| 2008-     | Philippe Novembre |        |